# John Cameron
John Cameron, soms geschreven als Camero (Glasgow, ca. 1579 - Montauban, 1625) was een Schots protestants theoloog die voornamelijk in Frankrijk actief was. Hij was een van de meest bekende theologen van de 17e eeuw onder Franse protestanten.

## Levensloop
Cameron werd rond 1579 geboren geboren in Glasgow, en in 1595 ingeschreven als student op de universiteit daar. In 1599 studeerde hij af, als de beste van zijn studiegenoten. Na zijn afstuderen gaf hij ongeveer een jaar lang les in de Griekse taal aan de universiteit van Glasgow.

### Bordeaux en Sedan (1600-1604)
Gedreven door het verlangen om vreemde landen te bezoeken en reisde hij in 1600 naar Bordeaux. De predikanten daar, onder wie de eveneens uit Schotland afkomstige Gilbert Primrose, waren onder de indruk van zijn verstand, geleerdheid en beleefd gedrag. Zij zorgden ervoor dat hij leraar werd in de talen Grieks en Latijn aan de school van Bergerac. Ze waren verbaasd dat hij, op zo’n jonge leeftijd al zo elegant Grieks kon spreken, als sommige anderen Latijn.
Door de hertog van Bouillon werd hij aangesteld als professor in de filosofie aan de universiteit van Sedan. Na twee jaar nam hij ontslag en keerde via Parijs aan het einde van het jaar terug naar Bordeaux.

### Theologische studie (1604-1608)
De kerk van Bordeaux besloot vier jaar lang in zijn onderhoud te voorzien, als hij theologie zou gaan studeren en beloofde dat hij daarna die kerk zou dienen als voorganger. Tijdens zijn studie was hij leermeester van de kinderen van Soffrey de Calignon, de kanselier van Navarra.
Het eerste jaar bracht hij in het huis van de Calignon door in Parijs, de volgende twee jaar in Geneve, waar hij studeerde onder Giovanni Diodati en Théodore Tronchin, en het laatste jaar in Heidelberg. Hier ronde hij zijn studie in 1608 af, door zijn theses te verdedigen over het drievoudig verbond van God met de mens. Deze zijn ondergebracht in zijn postuum uitgegeven werk, met als titel ‘De triplici Dei cum Homine Fœdere’ (Engels: ‘Theses on the Threefold Covenant of God with Man’).

### Bordeaux (1608 - 1618)
Cameron werd door de kerk van Bordeaux teruggeroepen en als predikant bevestigd, als collega van Primrose. In 1617 werden twee kapiteins die van piraterij beschuldigd waren ter dood veroordeeld. Omdat zij protestant waren hadden zij gevraagd om, conform het Edict van Nantes, door een gemengde rechtbank berecht te worden, die voor de helft uit katholieken en de helft uit protestanten bestond. Dit werd hen niet toegestaan, omdat "de bepalingen uit het edict niet voor piraten golden".
Tijdens hun terechtstelling gaven zij, aldus Cameron, blijk van christelijke berusting. Daarom wilde hij hun nagedachtenis eren met een beschrijving van wat er gebeurd was. Dit deed hij in een korte brief, die als titel had: "Constance, foi et resolution à la mort des captaines Blanquet et Gaillard". Hij stelde daarin onder meer dat het parlement hun rechten had geschonden. Het parlement was hier niet van gediend, en na onderzoek bevalen zij deze brieven te verbranden en werd Cameron verboden om "opruiende brieven" te schrijven.
Toen hij de kerk tien jaar had gediend, en hij een grote reputatie had onder de gereformeerden, werd hij op 13 juli 1618 door de universiteit van Saumur beroepen om Franciscus Gomarus op te volgen als professor in de theologie, toen deze in 1618 naar Groningen vertrok.

### Saumur (1618 - 1620)
Te Saumur werd hij op 18 augustus 1618 geïnstalleerd, pas na twee maanden vanwege een bezwaar van de synode van Poitou, omdat hij het standpunt van Johannes Piscator was toegedaan over de toerekening van de gerechtigheid van Christus. Cameron werd echter toch bevestigd en ook op de synode van Alez in 1620 werd dit bezwaar ongegrond verklaard.
In 1620 werd Cameron uitgenodigd door de arminiaan Daniel Tilenus voor een twistgesprek over de leer van genade en de vrije wil. Het verslag van dit gesprek werd in 1621 geprint in Leiden ('Amica Collatio de gratia et voluntatis'), zonder de approbatie van de professoren in de theologie, die het niet eens waren met sommige passages.

### Londen en Glasgow (1620-1623)
Toen in 1620 de burgerlijke onrusten toenemen, vertrok hij naar Engeland. Hij ging in Londen wonen, waar hij het recht kreeg om thuis theologie te onderwijzen. Al snel daarna bood koning Jacobus I hem de betrekking aan als rector en professor in de theologie aan de universiteit van Glasgow. Hij was hier de opvolger van Robert Boyd of Trochrig die bezwaren had tegen de vijf artikelen van Perth (artikelen over de regering van de kerk om de Schotse Kerk met de Engelse te integreren). Cameron was van mening dat opstand tegen het gezag altijd onwettig was. Dit, gecombineerd met het feit dat hij op die manier de geliefde Robert Boyd opvolgde, maakte hem niet erg geliefd. Dit was wederkerig, zodat hij in 1623 besloot om weer terug naar Saumur te gaan.

### Saumur (1623-1625)
In 1623 had het Franse hof een wet uitgevaardigd die predikanten uit andere landen verbood om een ambt te bekleden in Frankrijk. Op de synode van Charenton las de koninklijk afgevaardigde brieven van de Franse koning voor, die meedeelden dat Primrose en Cameron geen ambt meer mochten bekleden. Als gevolg hiervan werd het Cameron slechts toegestaan om privélessen te geven, Primrose moest het land zelfs verlaten.

### Professor in Montauban (1625)
Nadat hij een jaar in Saumur had doorgebracht vertrok hij naar Montauban waar hij verkozen was als professor in de theologie aan de protestantse academie. Met toestemming van de koning werd hij hier geïnstalleerd als professor.
Cameron was van mening dat elke opstand tegen de overheid ongeoorloofd was. Toen afgezanten van de hertog van Rohan de inwoners van Montauban aanmoedigden om de wapens op te nemen, predikte Cameron gematigdheid. Dit zette echter kwaad bloed bij zijn tegenstanders, die hem bedreigden. Volgens Guillaume Rivet toonde Cameron zijn blote borst toen hij met de dood bedreigd werd, terwijl hij sprak: sla, sla, schurk. Deze aarzelde daarop niet maar sprong op hem toe en zou hem gedood hebben, als er geen vrouw tussenbeide was gekomen. Naderhand overleed Cameron echter aan zijn verwondingen, laat in 1625 of vroeg in 1626 (volgens David Blondel).
Op de nationale synode van Castres (1626) betuigde de Franse kerk dat zij veel aan Cameron verschuldigd was. Niet alleen besloot de kerk zijn gezin te onderhouden, maar ook gaven zij opdracht een uitgave te verzorgen van zijn werken en werd hier geld voor beschikbaar gesteld.

## Karakter
Cameron wordt door zijn tijdgenoten beschreven als een kleurrijk man, intelligent, eigenwijs, met een goed geheugen en niet bang om buiten de begane wegen te treden. Daarbij was hij niet alleen zeer bereid om zijn kennis te delen, maar ook zijn geld.
Wat zijn nagedachtenis echter geen goed deed was dat Théophile Brachet de la Milletière (een ouderling uit Charenton, die de gereformeerde theologie probeerde te verenigen met de katholieke theologie, en uiteindelijk ook katholiek geworden is) zijn eigen standpunten vertelde, met deze toevoeging dat het de standpunten van zijn leermeester Cameron waren, die hij uit vrees voor twist niet openbaar durfde te maken.

### Origineel
Cameron had er plezier in om bijzondere meningen te publiceren, en zich buiten de gebaande weg te begeven. Volgens Pierre Bayle gaf hij daarvan blijk in zijn theses die hij in Heidelberg opstelde. Hij behandelde geen leerstukken zonder daarin wat nieuwigheden te mengen en als hij problemen ontmoette in het verklaren van sommige passages van de Heilige Schrift nam hij zeer ijverig alle gelegenheid te baat om andere theologen tegen te spreken, in het bijzonder Theodorus Beza. Daarom werd hij door Pierre du Moulin Beza’s gesel genoemd.

### Belezen
Sir Thomas Urquhart schreef dat Cameron vanwege zijn algemene belezenheid aangeduid werd als de wandelende bibliotheek. Volgens du Moulin was hij echter nauwelijks bekend met de werken van de kerkvaders. Wel was hij goed thuis in de logica en de klassieke oudheid en beschrijft zijn studiegenoot André Rivet hem in zijn jeugd als een vurig bewonderaar en verdediger van Petrus Ramus.

### Eigenwijs
Cameron was overtuigd van zijn standpunten. Toen de nationale synodes van Privas (1612) en Tonneins (1614) predikanten oplegden om uitspraken te ondertekenen die Piscators standpunt (over het toerekenen van Christus gerechtigheid) veroordeelden, weigerde Cameron om dit artikel te tekenen. Hierop gingen meerdere stemmen op om hem onder de kerkelijke tucht te stellen. Maar de synode zond hem een deputatie van twee predikanten: André Rivet en Samuel Boucherau. Zij smeekten hem om in te stemmen met de beslissingen van de synode, maar hij antwoordde dat hij liever zou sterven dan zijn mening te veranderen. Alles wat zij van hem konden krijgen was zijn toezegging dat hij zijn persoonlijke mening nooit zou onderwijzen, niet mondeling, noch schriftelijk. Cameron scheen het aan de invloed van André Rivet te danken te hebben dat hij toen niet geschorst werd als predikant.

### Onderhoudend
Hij was altijd gereed om zijn kennis te delen met iedereen die dat aan hem vroeg. Hieronder vielen niet alleen zijn vrienden of studenten. Tijdgenoten van hem vroegen geld voor hun kennis, maar Cameron behoorde niet tot deze categorie. Volgens du Moulin praatte Cameron onophoudelijk en was dit ook iets waar de Engelse theologen zich aan ergerden in zijn tijd daar. Zijn manier van preken werd niet echt gewaardeerd. Het duurde twee volle uren, hij had de gewoonte om af te dwalen van zijn tekst, en zijn gehoor te vertellen over onderwerpen waar zij niets van begrepen, maar waar hij zelf heel enthousiast over was. 

### Vrijgevig of verkwistend
Afhankelijk van aan een bewonderaar of criticaster van Cameron gevraagd wordt hij beschreven als vrijgevig dan wel verkwistend. Cameron hechtte weinig waarde aan geld. Sommige van zijn tegenstanders noemden hem daarom verkwisted en zeiden van hem dat hij geld als modder beschouwde, dat hij het beneden zijn waardigheid vond om over geld te onderhandelden en dat hij vanwege zijn armoedige jeugd niet geleerd had om met geld om te gaan.

## Theologische standpunten
Zoals uit de karakterschets blijkt had Cameron een voorkeur voor bijzondere meningen. Zo wordt hij door Engelse tijdgenoot beschreven als een diep melancholieke man, die in staat is om een ketterij staande te houden. Door zijn theologische standpunten nam Cameron een bijzondere plaats in in de ontwikkeling van calvinistisch gedachtegoed in Europa.

### Rol van de overheid
Zoals blijkt uit de gebeurtenissen rond zijn benoeming in Glasgow, en ook rond zijn dood, sprak Cameron zich uit tegen gewapend verzet tegen de overheid. Robert Baillie, een van zijn studenten in Glasgow, schreef dat hij vanaf zijn jeugd de gedachte indronk dat elke opstand tegen de overheid in elk geval onwettig was. Binnen de hugenoten stond Cameron hierin niet alleen, maar wel was er een sterke tweedeling tussen voor- en tegenstanders van verzet tegen de overheid.

### Toerekening van Christus’ gerechtigheid
In 1612 en 1614 was al aan bod gekomen dat Cameron het standpunt van Piscator deelde over de toerekening van Christus’ gerechtigheid. Piscator stelde dat gelovigen gerechtvaardigd worden om de lijdelijke gehoorzaamheid van Christus (het lijden) en niet zijn dadelijke gehoorzaamheid (het volbrengen van de wet). Want als die gehoorzaamheid aan de gelovigen toegerekend zou worden dan zouden zij, aldus Piscator, ook vrijgesteld zijn van de gehoorzaamheid aan de wet. Verder wordt de zaligheid van de gelovigen in de Bijbel altijd toegeschreven aan het lijden en sterven van Christus niet aan zijn gehoorzaamheid.

### Verband tussen de menselijke wil en het verstand
Cameron hanteerde een andere visie op de mens en het verband tussen de wil en het verstand. Hij was van mening dat de wil van de mens geleid werd door het oordeel van het verstand, en dat de mens automatisch datgene wil waarvan hij overtuigd is dat het goed is voor hem. Daarop gebaseerd stelde hij dat de wil om goed en kwaad te doen in de mens kwam van kennis die God geeft, en dat God in de bekering de wil niet direct of natuurlijk maar indirect of moreel beïnvloedt, door te werken op het verstand. Daarmee stelde hij dat de mens moreel niet deugt. In de bekering verandert God, aldus Cameron, dan niet de natuur van de wil, maar wordt het morele defect daarvan verholpen. Dit standpunt kwam ook terug in zijn Amica Collatio en was één van de redenen waarom de Leidsche professoren het boek niet wilden approberen. (In de Dordtse leerregels staat namelijk dat God de wil nieuwe hoedanigheden geeft en van dood levend maakt (hoofdstuk 3 & 4, artikel 11).

### Reikwijdte van Jezus' kruisdood
In het bijzonder is Cameron bekend geworden via zijn leerling Moses Amyraut. Deze nam van zijn leermeester het standpunt over dat Jezus voor alle mensen gestorven zou zijn. Dit was hierop gefundeerd dat de Bijbel soms spreekt dat God wil dat alle mensen zalig worden en soms dat bepaalde mensen uitverkoren zijn. Door deze constructie wilde Cameron en na hem Amyraut beide standpunten staande houden. Deze constructie wordt Amyraldisme genoemd, naar Amyraut (Amyraldus in het Latijn) en soms ook Cameronisme.